# Dennis Ronert
Dennis Ronert (* 8. Juni 1992 in Koblenz) ist ein deutscher Profiboxer und ehemaliger Jugendweltmeister der IBF im Cruisergewicht.

## Boxkarriere
Ronert begann im Alter von elf Jahren mit dem Boxsport und wird von Detlef Loritz im FLP Box Team in Koblenz trainiert und gemanagt. Im Alter von 16 Jahren wurde er unter lettischer Lizenz, der bis dahin jüngste deutsche Profiboxer. Der Bund Deutscher Berufsboxer (BDB) hatte ihm aufgrund seines Alters noch keine Lizenz ausstellen wollen.
Von Januar 2009 bis November 2010 gewann er jeden seiner sieben Kämpfe durch K. o., davon fünf in der ersten Runde. Am 9. April 2011 wurde er als Ersatzboxer für den erkrankten Mario Stein zum Kampf um die vakante Deutsche Meisterschaft im Cruisergewicht zugelassen. Ronert schickte seinen Gegner Roy Meissner gleich zu Beginn des Kampfes dreimal zu Boden und gewann durch K. o. in der ersten Runde. Er wurde damit mit erst 18 Jahren der bis dahin jüngste Deutsche Meister seiner Gewichtsklasse.
In einer Titelverteidigung am 8. Oktober 2011 gegen Toni Thess wurde sein bereits angeschlagener Gegner in der zweiten Runde disqualifiziert, da er Ronert mit dem Fuß, dem Ellenbogen und schließlich einem Kopfstoß attackiert hatte. Am 26. Mai 2012 gewann Ronert durch K. o. in der ersten Runde gegen den bis dahin ungeschlagenen Weißrussen Aliaksei Marchenka, den Jugendweltmeistertitel des GBU-Verbandes im Cruisergewicht, und wurde somit jüngster deutscher WM-Titelgewinner aller Zeiten.
Am 28. Juni 2013 gewann er die Jugend-WM des IBF-Verbandes im Cruisergewicht, durch einen deutlichen Punktesieg gegen Gogita Gorgiladse aus Georgien. Am 1. März 2014 verteidigte der gelernte Stuckateur den Titel einstimmig gegen den bis dahin ungeschlagenen Albaner Shefat Isufi. Im November 2014 gewann er die Internationale Deutsche Meisterschaft im Cruisergewicht durch K. o. in der ersten Runde gegen László Hubert aus Ungarn.
Am 7. März 2015 boxte er gegen Kai Kurzawa um die Internationale Meisterschaft der IBF, verlor jedoch durch Mehrheitsentscheidung der Punktrichter.